# Crime au pensionnat
Pour plus de détails, voir Fiche technique et Distribution.
Crime au pensionnat (Nine Girls) est un film américain en noir et blanc réalisé par Leigh Jason, sorti en 1944.

## Synopsis
Dans un camp d'été pour jeunes filles, une fille est retrouvée assassinée. Ses camarades de classe entreprennent de mener l'enquête.

## Fiche technique
- Titre original : Nine Girls
- Titre français : Crime au pensionnat
- Titre belge francophone: 9 jeunes filles[1]
- Réalisation : Leigh Jason
- Scénario : Karen DeWolf, Connie Lee et Al Martin d'après la pièce de Wilfred H. Petitt
- Photographie : James Van Trees
- Musique : John Leipold
- Montage : Otto Meyer
- Direction artistique : Lionel Banks, Ross Bellah
- Producteur : Burt Kelly
- Société de production et de distribution : Columbia Pictures
- Pays d'origine :  États-Unis
- Langue d'origine : anglais
- Format : noir et blanc - projection : 1,37:1 - son : Mono (Western Electric Mirrophonic Recording)
- Genre : Comédie policière
- Durée : 78 min
- Dates de sortie :
  - États-Unis : 17 février 1944
  - France : 8 mars 1946

## Distribution
- Ann Harding : Gracie Thornton
- Evelyn Keyes : Mary O'Ryan
- Jinx Falkenburg : Jane Peters
- Anita Louise : Paula Canfield
- Leslie Brooks : Roberta Halloway
- Lynn Merrick : Eve Sharon
- Jeff Donnell : 'Butch' Hendricks
- Nina Foch : Alice Blake
- Shirley Mills : 'Tennessee' Collingwood
- Marcia Mae Jones : Shirley Berke
- Willard Robertson : le capitaine Brooks
- William Demarest : Walter Cummings
- Lester Matthews : Horace Canfield
- Grady Sutton : le photographe